# Kalavryta (stad)
Kalávryta (Grieks: Καλάβρυτα) is een Grieks bergstadje en gemeente in de nomos Achaea. In 2011 had de gemeente 11.045 inwoners. Kalávryta ligt op een hoogte van 750 meter in het dal van de rivier de Vouraïkos, aan de noordelijke uitlopers van het Chelmos-gebergte (tot 2355 meter hoog) in het Nationaal park Chelmos-Vouraikos. Kalávryta is verbonden met Diakofto aan de noordkust van de Peloponnesos door onder andere een 22 kilometer lange smalspoorverbinding die de loop van de Vouraïkos volgt. Bijzonder kenmerk van deze verbinding is het Abt tandradspoor dat is toegepast op de steile berghellingen.

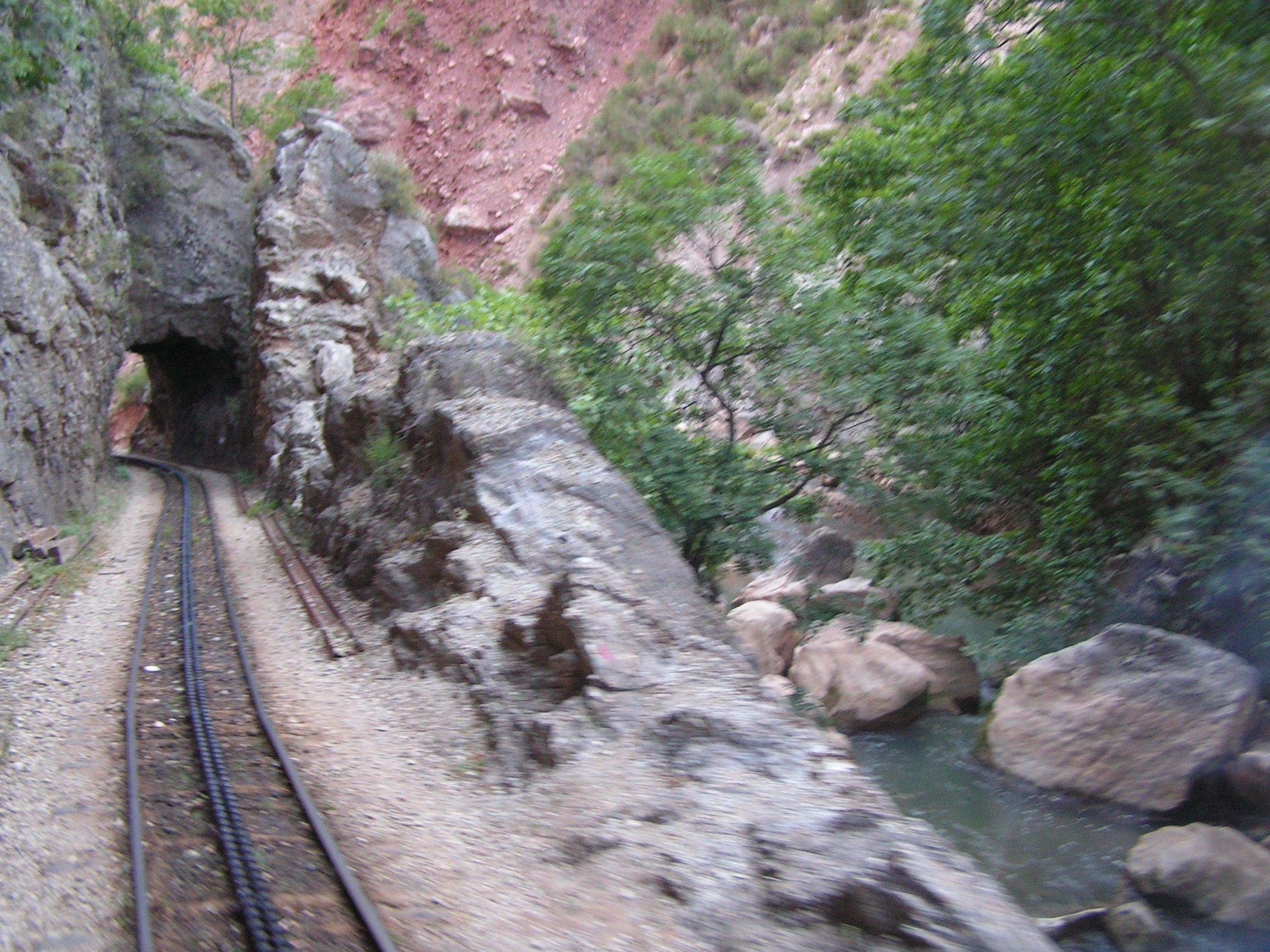
Diakofto-Kalávryta-tandradspoorlijn

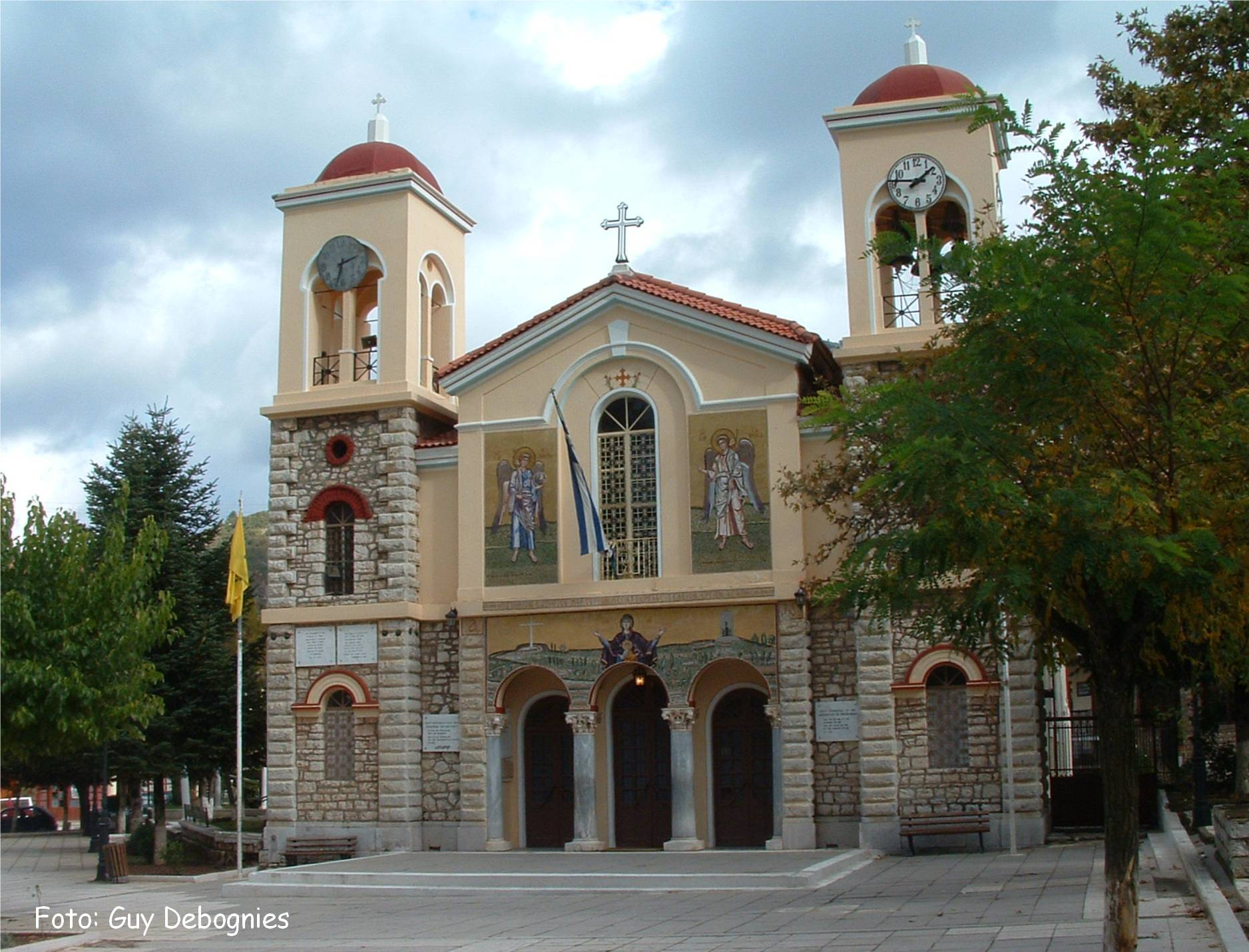
De hoofdkerk van Kalavryta: de klok op de linkertoren wijst 2:34 uur aan

Kalavryta staat bekend om zijn aangename en gezonde klimaat 's zomers, en wordt alleen al daarom druk bezocht. Het is bovendien een geschikt uitgangspunt voor een bezoek aan de kloosters van Agia Lavra en Mega Spileo, en recentelijk werden ook de mogelijkheden als wintersportcentrum ontdekt.
Kalavryta is sedert 2011 een fusiegemeente (dimos) in de Griekse bestuurlijke regio (periferia) West-Griekenland.
De vier deelgemeenten (dimotiki enotita) van de fusiegemeente zijn:
- Aroania (Αροάνια)
- Kalavryta (Καλάβρυτα)
- Lefkasio (Λευκάσιο)
- Païon (Παΐων)

## Geschiedenis
In de Middeleeuwen lag er, even buiten het centrum, een zomerresidentie van de Franse ridder Humbert de la Trémouille, baron van Chalandritsa: de ruïnes van dit kasteel, in de volksmond Tremola genoemd, zijn nog te bezichtigen. Volgens een legende zou een Byzantijnse prinses Catharina, uit de dynastie van de Paleologen, hier in 1463 wanhopig van de rotsen gesprongen zijn om aan de Turken te ontkomen.

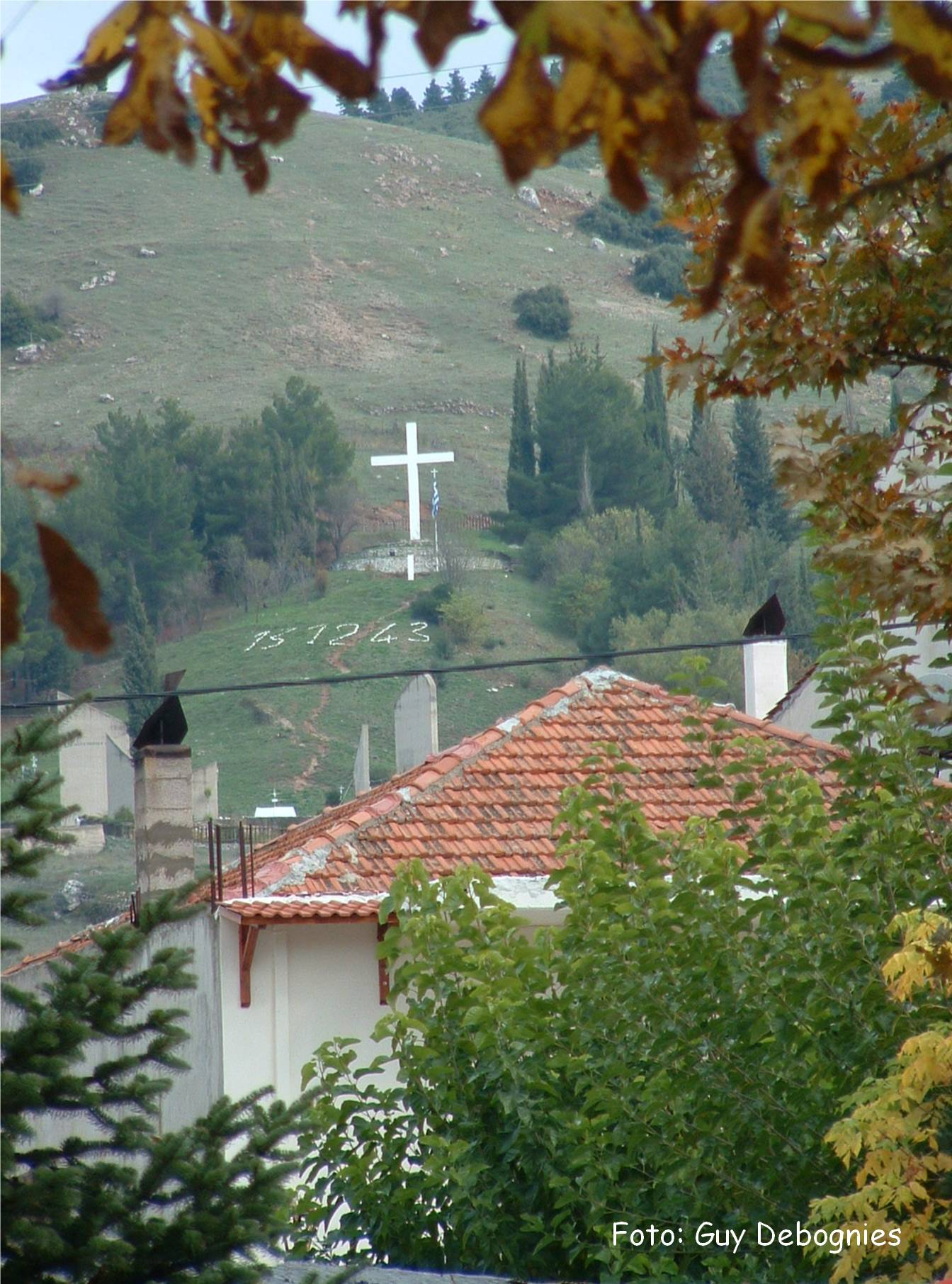
Het witte kruis geeft de plek van de massamoord aan

 Het grootste trauma uit zijn geschiedenis beleefde Kalavryta in de Tweede Wereldoorlog. In het ontoegankelijke bergland van de Peloponnesos werd het verzet tegen de bezetting door nazi-Duitsland steeds driester, en in december 1943 leverden Griekse verzetsstrijders nabij Kalavryta een heuse veldslag met de nazitroepen, waarbij 80 Duitse militairen het leven lieten. Omdat zij er de burgers van Kalavryta van verdachten hulp aan het verzet geboden te hebben, vielen de Duitsers op 13 december 1943 het stadje binnen en moordden er de gehele mannelijke bevolking uit, 1430 personen van 15 jaar en ouder. Het uurwerk op de linkertoren van de kathedraal blijft voor altijd staan op 2.34 uur, het tijdstip van deze massamoord. Na deze slachting sloten de nazibeulen vrouwen en kinderen op in de school en staken die in brand, waarna ze ook nog eens de gehele stad platbrandden. Door ruiten in te slaan wisten vele vrouwen met hun kinderen toch te ontkomen. De stad werd herbouwd en een museum in het centrum herinnert aan de oorlogsmisdaden. Even buiten de stad op een heuvel staat een groot monument waarop de namen van de slachtoffers gebeiteld staan.